# Wybory powszechne w Bośni i Hercegowinie w 1990 roku
Wybory powszechne w Bośni i Hercegowinie w 1990 roku – wybory przeprowadzone 18 listopada 1990 roku z drugą turą głosowania do Rady Gmin 2 grudnia 1990.
Ostatnie wybory przeprowadzone w Socjalistycznej Republice Bośni i Hercegowiny będącej republiką SFRJ.
Wybrano kandydatów do siedmioosobowego Prezydium Republiki, sześcioro będących przedstawicielami narodowości zamieszkujących Bośnię i Hercegowinę (dwóch Boszniaków, dwóch bośniackich Serbów i dwóch bośniackich Chorwatów) oraz jednego kandydata reprezentującego pozostałe narodowości.
Przewodniczącym Prezydium wybrano Aliję Izetbegovića z Partii Akcji Demokratycznej.
W wyborach do Rady Obywatelskiej oraz Rady Gmin zwyciężyła Partia Akcji Demokratycznej zdobywając odpowiednio 43 mandaty na 130 w Radzie Obywatelskiej oraz 43 mandaty na 110 w Radzie Gmin. W wyborach doszło do nieprawidłowości, w okręgach Brczko, Doboj, Nevesinje oraz Sarajewo oddano większą liczbę głosów niż zarejestrowano wyborców (w Brczku zarejestrowano 13 316 wyborców, oddano 49 055 głosów, w Starym Mieście w Sarajewie zarejestrowano 4771 wyborców, oddano 28 974 głosów).

## Wyniki

### Prezydium (siedmioro członków)
| Kandydat                             | Partia                                                   | Liczba głosów           | %                       |
| Boszniacy (dwa mandaty)              | Boszniacy (dwa mandaty)                                  | Boszniacy (dwa mandaty) | Boszniacy (dwa mandaty) |
| ------------------------------------ | -------------------------------------------------------- | ----------------------- | ----------------------- |
| Fikret Abdić                         | Partia Akcji Demokratycznej                              | 1 045 539               | 32,69                   |
| Alija Izetbegović                    | Partia Akcji Demokratycznej                              | 879 266                 | 27,49                   |
| Nijaz Duraković                      | Związek Komunistów Bośni i Hercegowiny                   | 558 263                 | 17,46                   |
| Džemal Sokolović                     | SRJS                                                     | 183 171                 | 5,73                    |
| Nazif Gljiva                         | Liga Młodzieży Socjalistycznej-Partia Demokratyczna      | 133 587                 | 4,18                    |
| Fejsal Hrustanović                   | Związek Komunistów Bośni i Hercegowiny                   | 122 002                 | 3,82                    |
| Dževad Haznadar                      | SRJS                                                     | 120 560                 | 3,77                    |
| Bahrudin Bijedić                     | Niezależny                                               | 104 335                 | 3,26                    |
| Adil Zulfikarpašić                   | Muzułmańska Boszniacka Organizacja                       | 51 225                  | 1,60                    |
| Serbowie (dwa mandaty)               |                                                          |                         |                         |
| Biljana Plavšić                      | Serbska Partia Demokratyczna                             | 573 812                 | 22,16                   |
| Nikola Koljević                      | Serbska Partia Demokratyczna                             | 556 218                 | 21,48                   |
| Nenad Kecmanović                     | SRJS                                                     | 500 783                 | 19,34                   |
| Mirko Pejanović                      | Związek Komunistów Bośni i Hercegowiny                   | 335 392                 | 12,96                   |
| Nikola Stojanović                    | Związek Komunistów Bośni i Hercegowiny                   | 238 377                 | 9,21                    |
| Đorđe Latinović                      | Liga Młodzieży Socjalistycznej-Partia Demokratyczna      | 223 044                 | 8,61                    |
| Ranko Zrilić                         | SRJS                                                     | 161 910                 | 6,25                    |
| Chorwaci (dwa mandaty)               |                                                          |                         |                         |
| Stjepan Kljuić                       | Chorwacka Wspólnota Demokratyczna w Bośni i Hercegowinie | 473 002                 | 22,23                   |
| Franjo Boras                         | Chorwacka Wspólnota Demokratyczna w Bośni i Hercegowinie | 416 629                 | 19,58                   |
| Ivo Komšić                           | Związek Komunistów Bośni i Hercegowiny                   | 353 707                 | 16,62                   |
| Zoran Perković                       | Związek Komunistów Bośni i Hercegowiny                   | 290 333                 | 13,65                   |
| Franjo Bošković                      | SRJS                                                     | 250 099                 | 11,75                   |
| Tadej Mateljan                       | SRJS                                                     | 213 516                 | 10,03                   |
| Martin Raguž                         | Liga Młodzieży Socjalistycznej-Partia Demokratyczna      | 130 428                 | 6,13                    |
| Pozostałe narodowości (jeden mandat) |                                                          |                         |                         |
| Ejup Ganić                           | Partia Akcji Demokratycznej                              | 709 691                 | 43,11                   |
| Ivan Čerešnješ                       | Serbska Partia Demokratyczna                             | 362 681                 | 22,02                   |
| Josip Pejaković                      | SRJS                                                     | 317 978                 | 19,31                   |
| Zlatko Lagumdžija                    | Związek Komunistów Bośni i Hercegowiny                   | 194 723                 | 11,82                   |
| Azemina Vuković                      | Liga Młodzieży Socjalistycznej-Partia Demokratyczna      | 61 542                  | 3,74                    |
|                                      |                                                          |                         |                         |
| Głosy ważne                          | Głosy ważne                                              | 2 204 947               | 94,2                    |
| Głosy nieważne                       | Głosy nieważne                                           | 135 011                 | 5,8                     |
| Razem                                | Razem                                                    | 2 339 958               | 100                     |
| Zarejestrowani wyborcy/frekwencja    | Zarejestrowani wyborcy/frekwencja                        | 3 144 353               | 74,4                    |
| Źródło: Nohlen & Stöver              |                                                          |                         |                         |

### Rada Obywatelska
| Partia                                                   | Liczba głosów | %    | Liczba mandatów |
| -------------------------------------------------------- | ------------- | ---- | --------------- |
| Partia Akcji Demokratycznej                              | 711 075       | 31,5 | 43              |
| Serbska Partia Demokratyczna                             | 590 431       | 26,1 | 34              |
| Chorwacka Wspólnota Demokratyczna w Bośni i Hercegowinie | 362 855       | 16,1 | 21              |
| Związek Komunistów Bośni i Hercegowiny                   | 278 027       | 12,3 | 15              |
| SRJS                                                     | 201 018       | 8,9  | 12              |
| Koalicja SSO-DSS-DSZ                                     | 39 982        | 1,8  | 2               |
| DSS                                                      | 31 623        | 1,4  | 1               |
| Muzułmańska Boszniacka Organizacja                       | 25 975        | 1,2  | 2               |
| Pozostałe partie                                         | 17 522        | 0,8  | 0               |
| Głosy nieważne                                           | 80 219        | –    | –               |
| Razem                                                    | 2 338 727     | 100  | 130             |
| Zarejestrowani wyborcy/frekwencja                        | 3 018 206     | 77,5 | –               |
| Źródło: Nohlen & Stöver                                  |               |      |                 |

### Rada Gmin
| Partia                                                   | Liczba głosów | %    | Liczba mandatów |
| -------------------------------------------------------- | ------------- | ---- | --------------- |
| Partia Akcji Demokratycznej                              | 788 616       | 30,8 | 43              |
| Serbska Partia Demokratyczna                             | 624 951       | 24,4 | 38              |
| Chorwacka Wspólnota Demokratyczna w Bośni i Hercegowinie | 383 279       | 15,0 | 23              |
| Związek Komunistów Bośni i Hercegowiny                   | 378 198       | 14,8 | 4               |
| SRJS                                                     | 281 436       | 11,0 | 1               |
| Serbski Ruch Odnowy                                      | 4 217         | 0,2  | 1               |
| Pozostałe partie                                         | 96 650        | 3,8  | 0               |
| Głosy nieważne                                           | 83 623        | –    | –               |
| Razem                                                    | 2 640 970     | 100  | 110             |
| Zarejestrowani wyborcy/frekwencja                        | 3 235 360     | 81,2 | –               |
| Źródło: Nohlen & Stöver                                  |               |      |                 |